# Сант (Уверхангай)
Сант (монг. Сант) — сомон монгольского аймака Уверхангай. Площадь 2564 км². Население 3143 человек. 

## Описание

### Рельеф

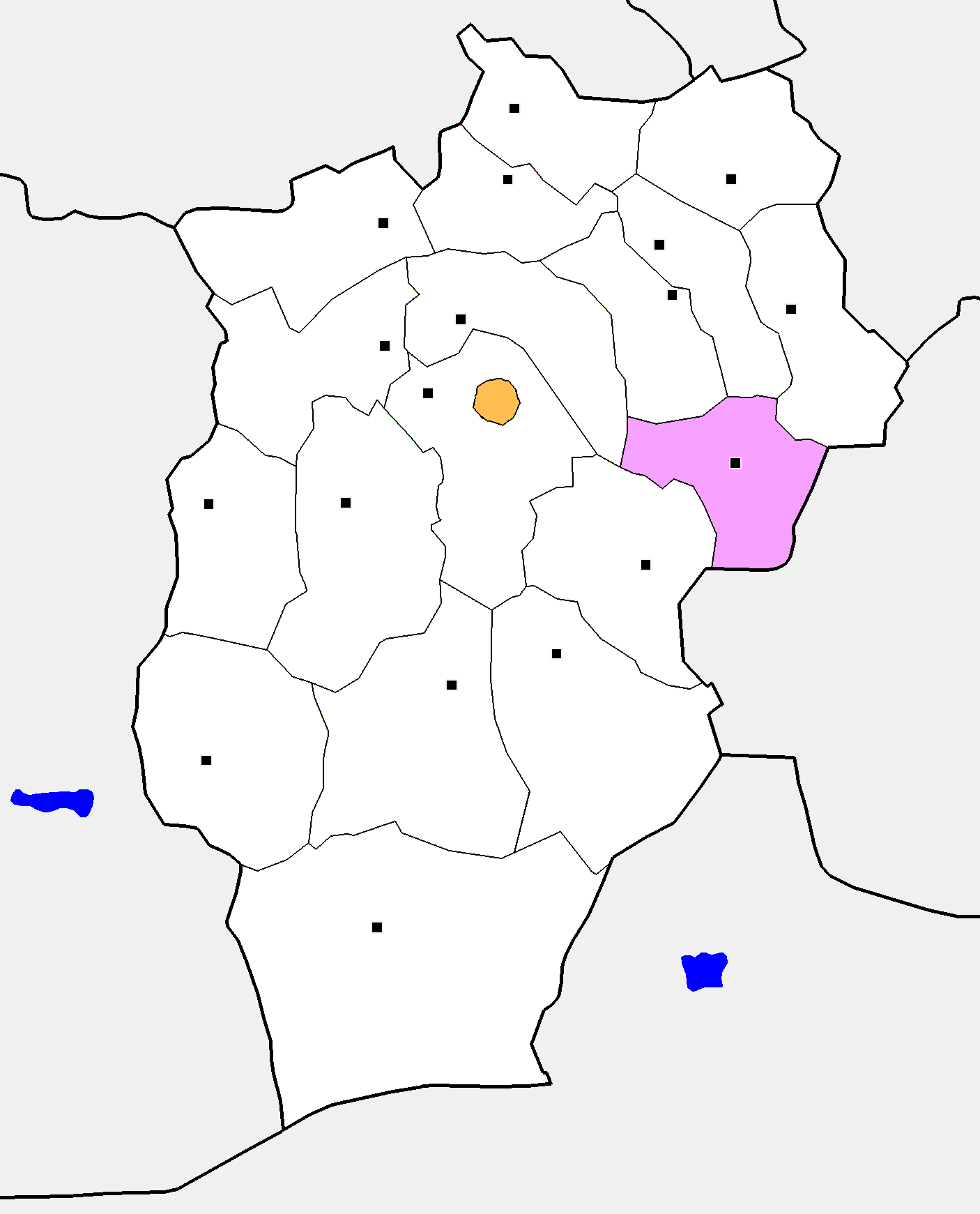
Сомон Сант на карте аймака Уверхангай

Преимущественно степная местность. По территории сомона проходят три низких хребта (Бухайтын нуруу, Домбонгийн нуруу, Эмээлтийн нуруу). Среди гор отмечаются четыре наибольшие — Зодох (1653 м), Унуцаг (1721 м), Чих (1600 м), Нарт (1509 м). В горах имеются богатые местонахождения медной руды, химического и строительного сырья.

### Климат
Резко континентальный климат, средняя температура января колеблется от −7 до −15,8°С, а средняя температура июля от 11,8 до 19,8°С. Среднегодовое количество осадков — 150—200 мм.

### Флора и фауна
Флора Санта не отличается разнообразием: в степях преобладают полевые травы, разнотравье, кустарники. Встречаются тырса и овсяница. Животный мир более разнообразен. В сомоне обитают волки, лисы, зайцы, корсаки, архары, дикие козы, сурки, кролики. Также там обитает редкий вид кошачьих — манул (палласов кот). В 2001 году в Санте обитало 126,7 тысяч животных, в том числе 801 верблюд, 5685 лошадей, 2096 голов крупного рогатого скота, 70,4 тысяч овец, 47,7 тысяч коз.

### Культура и обслуживание
Сомон Сант имеет собственные школы, больницы, культурные и торговые зоны. На территории сомона находятся исторические и культурные памятники: монастырь Зээрэнгийн, статуи Олон, пещера Цагаан-Делийн-Агуй. При монастыре Зээрэнгийн стоят три храма и проживают более 100 монахов монастыря Хуваргатай.